# شو هاییان
شو هاییان (انگلیسی: Xu Haiyan؛ زادهٔ ۲۴ نوامبر ۱۹۸۴) کشتی‌گیر اهل چین بود. وی در بازی‌های المپیک تابستانی ۲۰۰۸ شرکت کرده‌است.